# 大衛·沙諾夫
大衛·沙諾夫（英語：David Sarnoff，1891年2月27日—1971年12月12日），美國商業無線電和電視的先趨和企業家。被誉为美国广播通讯业之父。

## 生平
俄羅斯帝国（白俄羅斯）犹太裔移民。早年随父母移居美国。15岁到美国马可尼公司工作。17岁时成为公司的无线电报务员。
1912年泰坦尼克号沉没事件使其一举成名，当海难发生时，萨尔诺夫正值班，此后三天三夜，他在电报室里将生还者名单接二连三发出，无形中所有人的希望都寄托在了他的身上。也正是此次意外事件使其名声大振。
随后公司提升其为高级职员。1916年萨尔诺夫向公司递交一份备忘录，颇有预见性地建议公司研究开发他所说的「无线电乐盒」（Radio Music Box），这个构想实际上已经描绘了未来广播的雏形。但当时计划并未被采纳。
創立國家廣播公司（NBC）。1919年参与創立美國無線電公司（Radio Corporation of America,RCA），投注大部分心力，領導NBC誕生。
1930年萨尔诺夫升任美国无线电公司总经理。1934年出任NBC的董事长。从此他的名字与NBC紧密的联系在一起，直到1970年退休。他一手掌控通訊和消費性電子帝國，即RCA和NBC二家公司。
二战期间，他作为预备役军官，在艾森豪威尔的参谋部任新闻顾问，负责盟军在欧洲的广播，并领准将军衔，所以后来人们习惯称其为「萨尔诺夫将军」（General Sarnoff）。